# Har Jedidja
Har Jedidja (hebrejsky: הר ידידיה) je vrch o nadmořské výšce 432 metrů v jižním Izraeli, v pohoří Harej Ejlat.
Nachází se cca 6 kilometrů severozápadně od centra města Ejlat a cca 5 kilometrů východně od mezistátní hranice mezi Izraelem a Egyptem. Má podobu výrazného odlesněného skalního masivu, jehož svahy na všechny strany prudce spadají do hlubokých údolí, jimiž protékají vádí. Na východní, jižní a západní straně je to vádí Nachal Netafim, které teče do Akabského zálivu stejně jako vádí Nachal Roded na severní straně hory. V okolí se rozkládají další podobné skalnaté vrcholy. Na jihovýchodě je to Har Šachmon, na jihozápadě Har Šlomo, na severozápadě Ma'ale Roded. Pouze východní úbočí hory přecházejí do ploché sníženiny, v níž stojí vesnice Ejlot.